# Fordońska Szkoła Szybowcowa

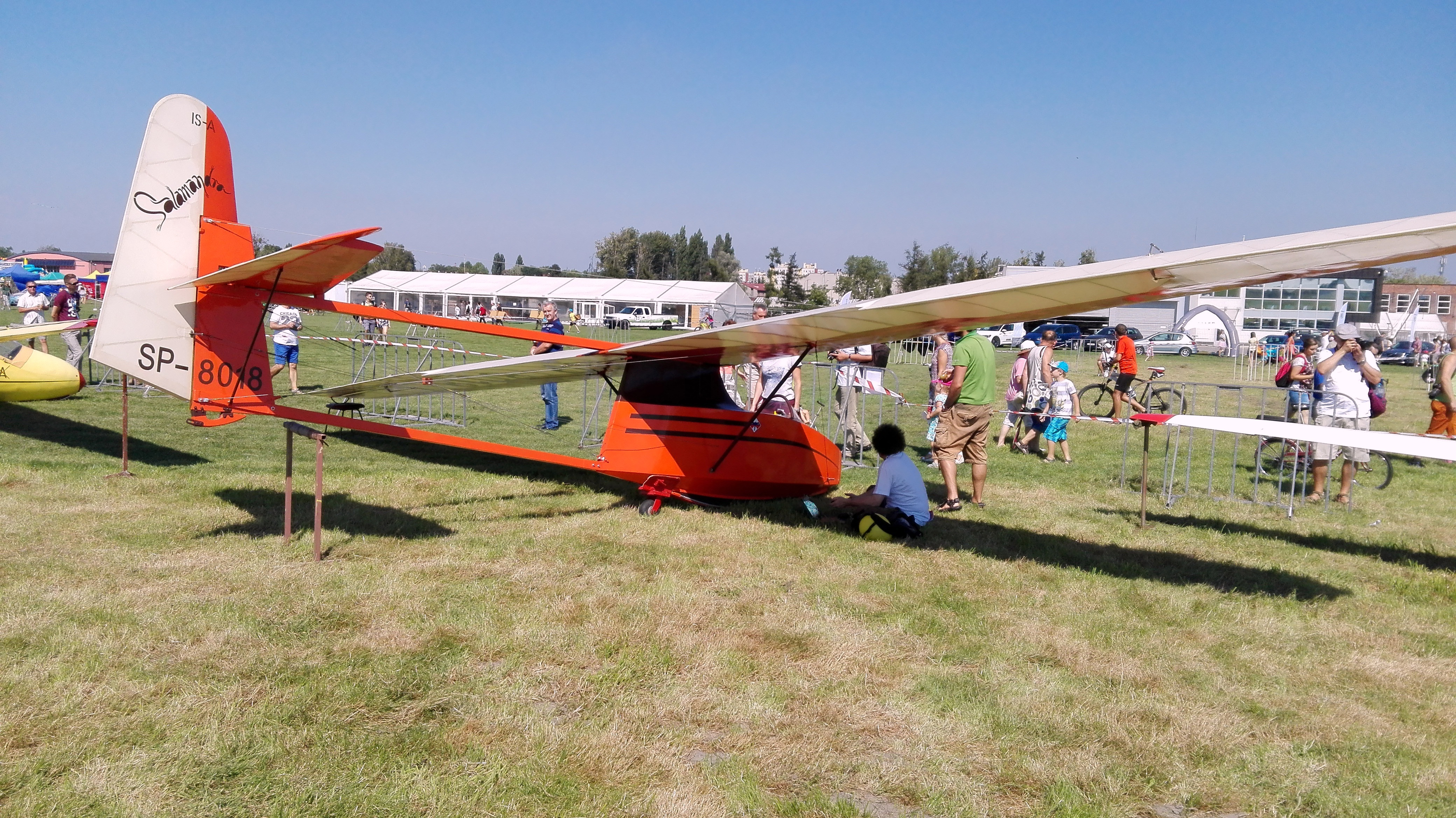
Szybowiec IS-A Salamandra, używany po II wojnie światowej

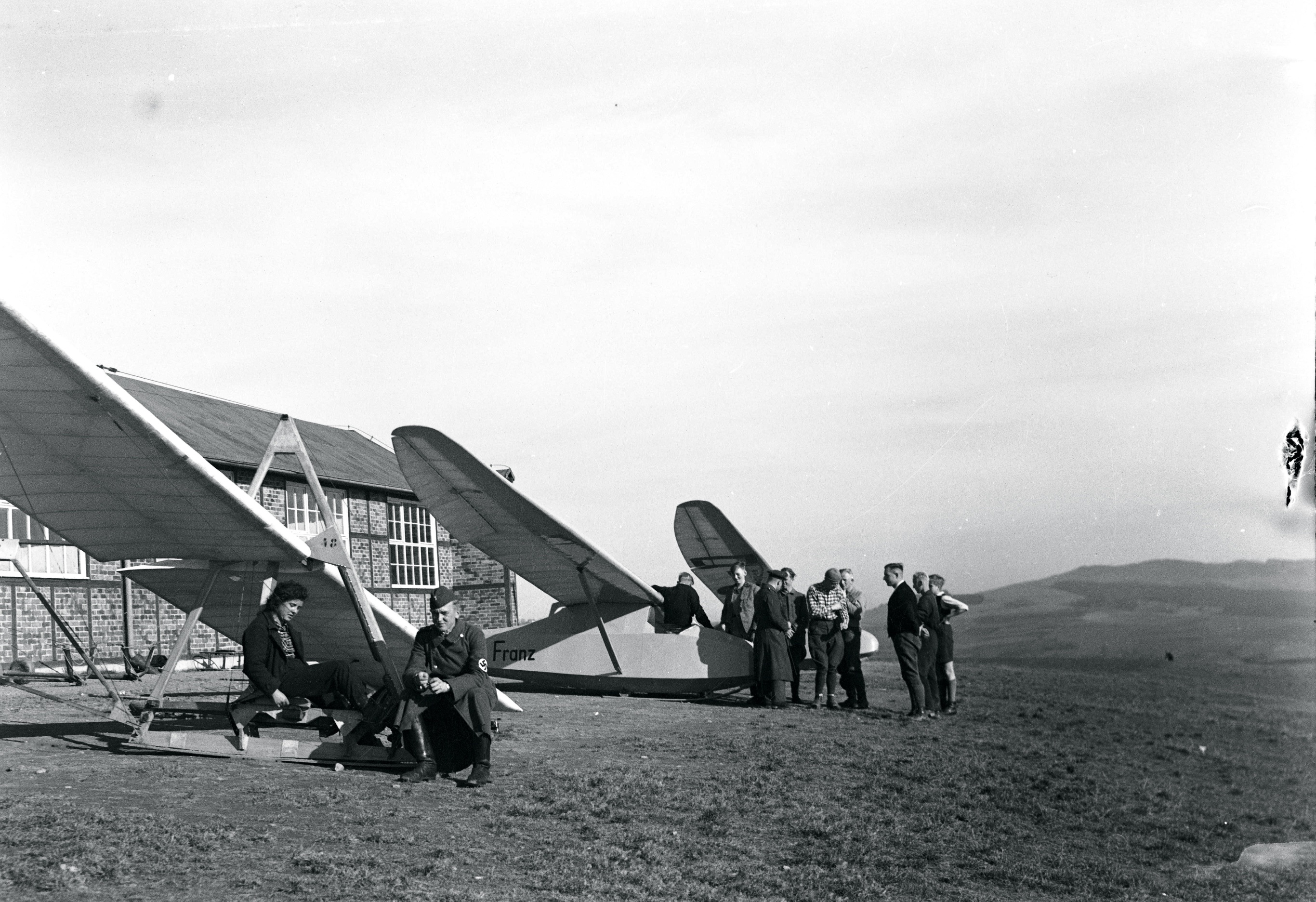
Szybowiec Grunau Baby używany w czasie II wojny światowej

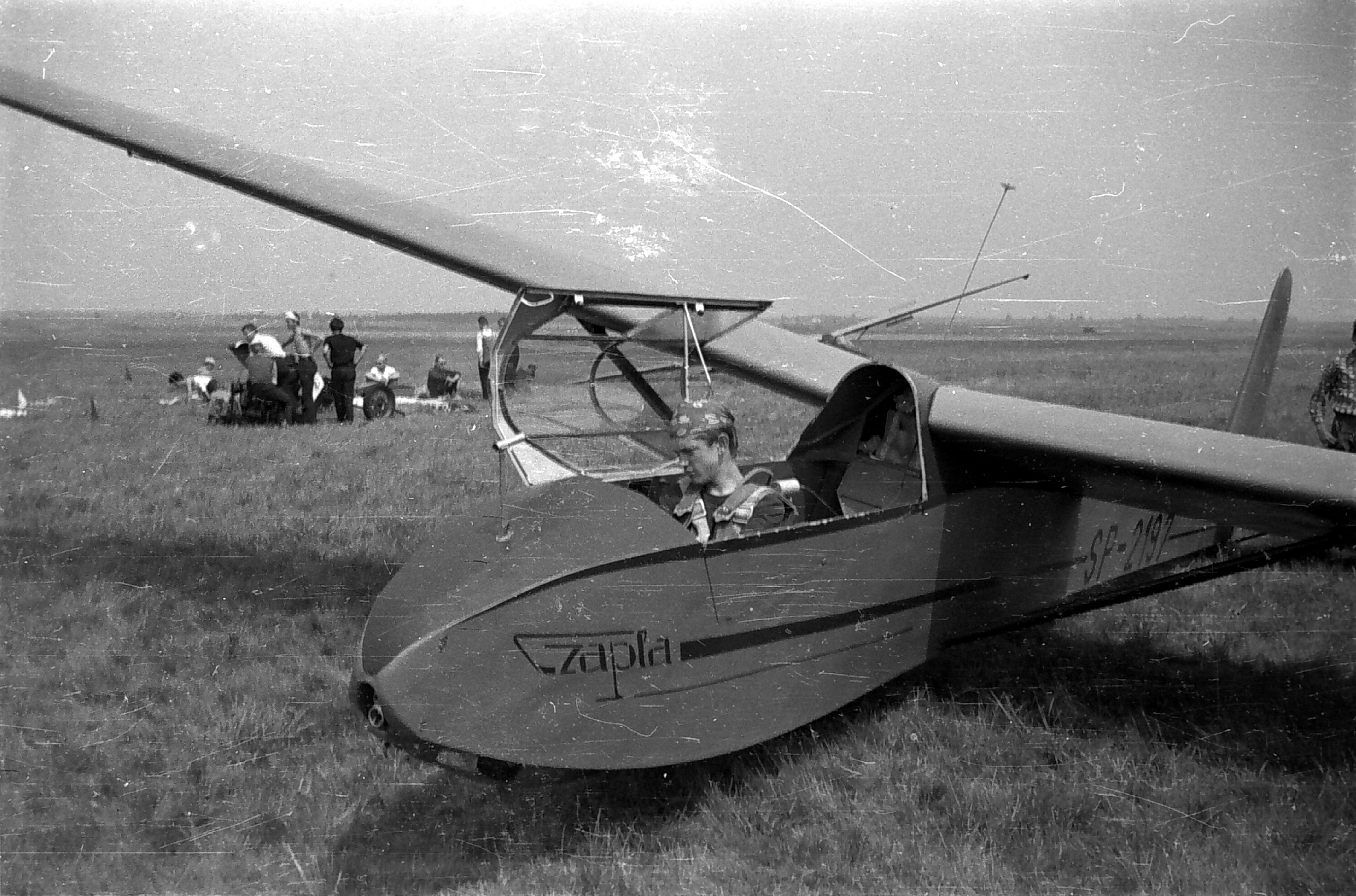
SZD-10 Czapla używany w latach 50. i 60. XX w.

Fordońska Szkoła Szybowcowa im. Czesława Tańskiego – jeden z większych w Polsce północnej ośrodków szkolenia szybowcowego, istniejący w latach 1933–1963 na wzgórzach k. Fordonu (Bydgoszczy).

## Lokalizacja
Szkoła znajdowała się na tzw. górnym tarasie Fordonu, w 1977 roku włączonym w obręb terytorium miasta Bydgoszczy. Istniejące na jego krawędzi Zbocze Fordońskie o wysokości względnej 40–50 m umożliwiało noszenia żaglowe, po starcie szybowców z lin gumowych. Symbolem szkoły jest tzw. Góra Szybowników, z widniejącym na jej zboczu kamiennym znakiem szkoły.

## Historia

### Okres 1933–1939
W lutym 1933 roku Zarząd Kolejowego Koła LOPP przy Warsztatach Kolejowych w Bydgoszczy zorganizował sekcję szybowcową, która postanowiło zorganizować szkołę w okolicy Bydgoszczy. Organizatorem szkoły został prezes Koła – mjr Stabrowski. Pierwsze dwa szybowce szkolne typu CWJ wykonano samodzielnie w Warsztatach Kolejowych, a 3 września 1933 wystawiono je publicznie na Starym Rynku w Bydgoszczy. Jeden z szybowców nazwano „Piła”, co miało być odpowiedzią na prowokacyjny napis „Bromberg”, jaki Niemcy umieścili na szybowcu używanym w Schneidemühl (Pile). Do połowy 1934 roku do sekcji kolejarskiej w Bydgoszczy dołączyły nowe sekcje: Związku Strzeleckiego, 1 Drużyny Harcerskiej, Szkoły Przemysłowej, Liceum Handlowego, Kabla Polskiego, Koronowska i ogólna członków niestowarzyszonych, a liczba szybowców w mieście wzrosła do 11.
Za najdogodniejszy teren do założenia szkoły szybowcowej uznano Zbocze Fordońskie. Po uzgodnieniu z właścicielem majątku Miedzyń Wielki wydzierżawiono tereny na tzw. górnym i dolnym tarasie Fordonu, a w dworku urządzono kwatery dla uczniów. Organizatorem szkoły był działacz społeczny inż. Kazimierz Stabrowski. Na Czarnej Górze, eksponowanej stromymi zboczami od wschodu i południa, zamontowano sprzęt, wyciągi gumowe, chwiejnicę oraz wytyczono miejsca ćwiczeń, startów i lądowań. Pierwszymi instruktorami szkoły byli: pilot kpt. Stanisław Micewski i pilot wyczynowy Michał Offierski. Michał Offierski pełnił również funkcję kierownika szkoły. Uroczyste poświęcenie szybowiska odbyło się 24 października 1934 r., w uroczystości wziął udział starosta bydgoski Michał Stefanicki, prezydent Bydgoszczy Leon Barciszewski oraz gen. Wiktor Thommée. Stosowano miesięczny cykl szkoleniowy (od kwietnia do października), a napędem dla szybowców były naciągane na kołowroty liny gumowe. Średni czas lotu wynosił ok. 1 minuty na pułapie ok. 40 m. Po lądowaniu szybowce wciągano na górę przy pomocy transportu konnego. W sezonie 1934 r. wyszkolono 190 pilotów na kategorię A, 54 z nich uzyskało następnie kategorię B.
Szkoła początkowo podlegała organizacyjnie poznańskiemu okręgowi Ligi Obrony Powietrznej i Przeciwgazowej, a od 1936 roku stała się Szkołą Okręgową LOPP i szkoliła kandydatów z całego okręgu bydgosko-poznańskiego, m.in. wojskowych, harcerzy, członków kół szybowcowych z Bydgoszczy, Wielkopolski i całego kraju (w tym kobiety) oraz prowadziła kursy dla wyszkolonych pilotów. Od 1934 roku szkolono także adeptów Szkoły Podchorążych w Bydgoszczy, co przyczyniło się do poprawy kondycji ekonomicznej szkoły, zasilenia w sprzęt szybowcowy i nowy hangar. W tym czasie dysponowano szybowcami CWJ, „Wrona”, „Czajka” i „Salamandra”, a „Wrony-bis” budowano samodzielnie. Nowym szybowcom nadawano indywidualne nazwy, np. w 1936 trzem „Czajkom” – „Bydgoszcz”, „Poznań” i „Fordon”. W 1939 na infrastrukturę szkoły składało się około 20 szybowców, samolot RWD-8, dwa drewniane hangary, budynek administracyjny i gospodarczy, wyciągi i chwiejnica.
28 października 1934 na szybowisku szkoły fordońskiej odbyły się pierwsze ogólnopolskie zawody szybowcowe, których zwycięzcą został Kazimierz Mindak – późniejszy długoletni prezes Aeroklubu Bydgoskiego, a w 1938 – ogólnopolskie zawody modeli szybowcowych z udziałem 60 zawodników. W latach międzywojennych rekordowy pod względem długości lot żaglowy w Fordonie przeprowadził instruktor Kalinowski, który przy starcie z lin gumowych szybował w powietrzu godzinę i 36 minut. Natomiast instruktor Michał Offierski pobił rekord Polski na szybowcu „Lwów” przelatując 210 km w linii prostej. 31 maja 1936 r. Michał Offierski odszedł ze stanowiska kierownika szkoły, jego następcą został Eugeniusz Jackowski.
W latach 1933–1939 wyszkolono w Fordonie łącznie 1300–1400 pilotów, tj. 10% pilotów szybowcowych w Polsce. Siedziba administracji szkoły mieściła się w Bydgoszczy przy ul. Gdańskiej 92.

### Okres 1939–1945
W okresie okupacji niemieckiej (1939–1945) szkoła szybowcowa przeszła pod jurysdykcję niemieckiej organizacji NSFK (Nationalsozialisfischer Fliegerkorps), która szkoliła pilotów na kursach w cyklu 6-tygodniowym na szybowcach typu SG-38, a później na Grunau Baby IIB („Jeżyk”). W styczniu 1945 wycofujący się Niemcy spalili jeden z hangarów, a sprzęt ukryli w okolicznych miejscowościach.

### Okres 1945–1963
Po II wojnie światowej powstał w Bydgoszczy Oddział Lotnictwa Cywilnego, kierowany przez inż. Wiktora Leję, który kompletował dla szkoły poniemiecki sprzęt (szybowce, wyciągarki). Zdołano w sumie ściągnąć do Fordonu ok. 300 szybowców porzuconych przez Niemców w Nakle, Chełmnie i Szczecinie. Część z nich przekazano innym ośrodkom szkoleniowym i aeroklubom na Pomorzu, Kujawach i w Wielkopolsce. Z inicjatywy Eugeniusza Jackowskiego pozyskano halę magazynową z dworca PKP w Fordonie, którą rozebrano i przewieziono na szybowisko. Przy ul. Mennica w Bydgoszczy uruchomiono warsztaty szybowcowe, a przy ul. Jagiellońskiej lotnicze warsztaty mechaniczne.
15 maja 1945 rozpoczął się pierwszy kurs szybowcowy, zorganizowany przez Inspektorat Szybownictwa Departamentu Lotnictwa Cywilnego, a od 28 czerwca do 8 lipca 1945 odbył się w Fordonie I Centralny Kurs Instruktorów Szybowcowych, który dostarczył pierwszą po wojnie kadrę lotnictwa sportowego. Podczas szkoleń dwukrotnie przekroczono wysokość 1000 metrów w termicznym locie żaglowym wzdłuż Zbocza Fordońskiego.
Szkołę co roku opuszczało kilkuset pilotów szybowcowych, a do 1948 roku – także 600 junaków Służby Polsce. W okresie stalinizmu (1950–1956) od latania odsunięto część kadry instruktorskiej. W latach 1949–1950 szkołę podporządkowano organizacji Służba Polsce, w 1950–1953 Lidze Lotniczej, a w 1953–1956 Lidze Przyjaciół Żołnierza. W latach 50. XX w. szkoła zajmowała we współzawodnictwie krajowym czołowe miejsca, a 1950–1958 była bazą sekcji szybowcowej powstałego w 1946 Aeroklubu Bydgoskiego. Po odwilży październikowej w 1956 szkołę podporządkowano reaktywowanemu Aeroklubowi Polskiemu. W 1958 z okazji 25-lecia nadano jej za patrona pioniera polskiego lotnictwa Czesława Tańskiego. W tym czasie szkolono rocznie około 300 pilotów oraz dysponowano 35 szybowcami m.in. szkolnymi SG 38 i wyczynowymi typu IS-C Żuraw, Grunau Baby, SZD-10 Czapla, IS-2 Mucha. Sekcja szybowcowa Aeroklubu Bydgoskiego wróciła wówczas na macierzyste lotnisko przy ul. Biedaszkowo, gdzie rozpoczęto budowę lotniska wojskowego.
Pod koniec lat 50. XX w. przygotowano dokumentację rozbudowy lotniska w Fordonie, m.in. o betonowy pas startowy. Projekt nie doczekał się realizacji wskutek realizowanej już budowy lotniska aeroklubowego w Bydgoszczy, a także dojrzewającej w latach 60. XX w. koncepcji przeznaczenia terenów pod Fordonem na wielką dzielnicę mieszkaniową. W 1963 na mocy decyzji Ministerstwa Komunikacji Departamentu Lotnictwa Cywilnego szkołę rozwiązano, a jej kadry, sprzęt i wyposażenie włączono w struktury Aeroklubu Bydgoskiego. Dzięki temu w latach 60. i 70. XX w. bydgoscy szybownicy aeroklubowi osiągali sukcesy sportowe na arenie ogólnopolskiej i międzynarodowej (Jan Wróblewski, Alfred Bzyl, Tadeusz Gołata, Marian Torz).
Szkoła szybowcowa w Fordonie włożyła duży wkład w rozwój lotnictwa sportowego w Polsce. Wyszkolono 5,8 tys. pilotów, z czego 4,2 tys. w okresie powojennym. Wielu pilotów zdobyło tu złote i srebrne odznaki szybowcowe oraz diamenty do złotych odznak. Część absolwentów trafiła m.in. do dęblińskiej Szkoły Orląt.
Widoki z Góry Szybowników w XXI wieku po zabudowie dzielnicy Fordon

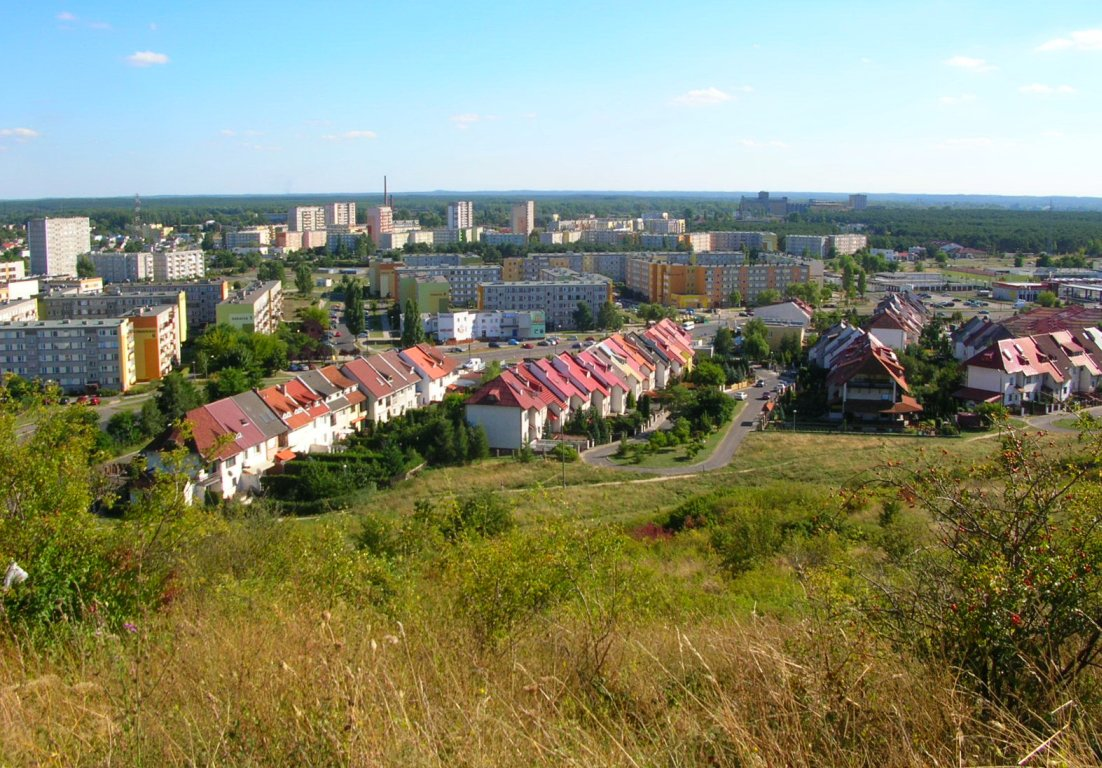
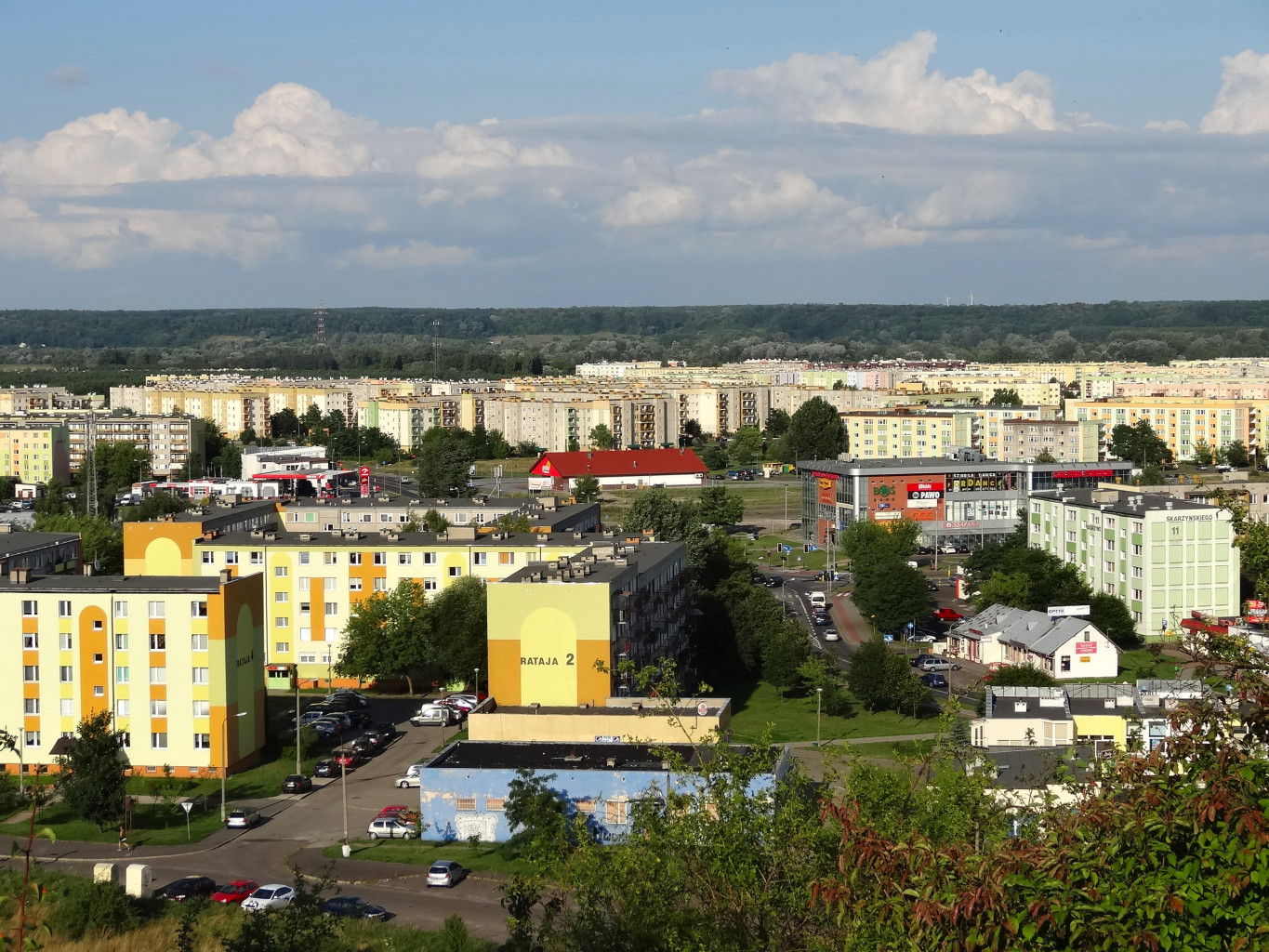
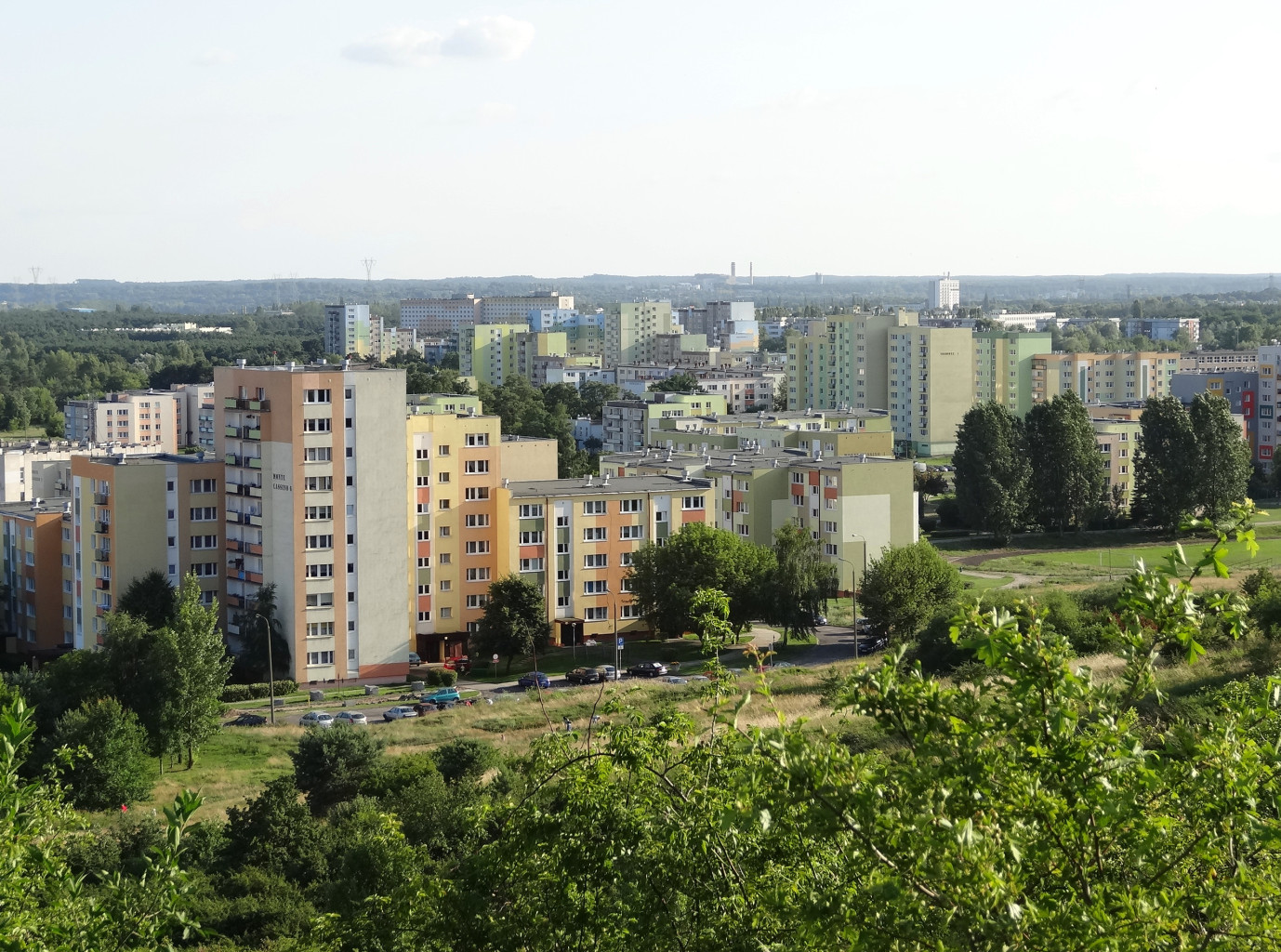
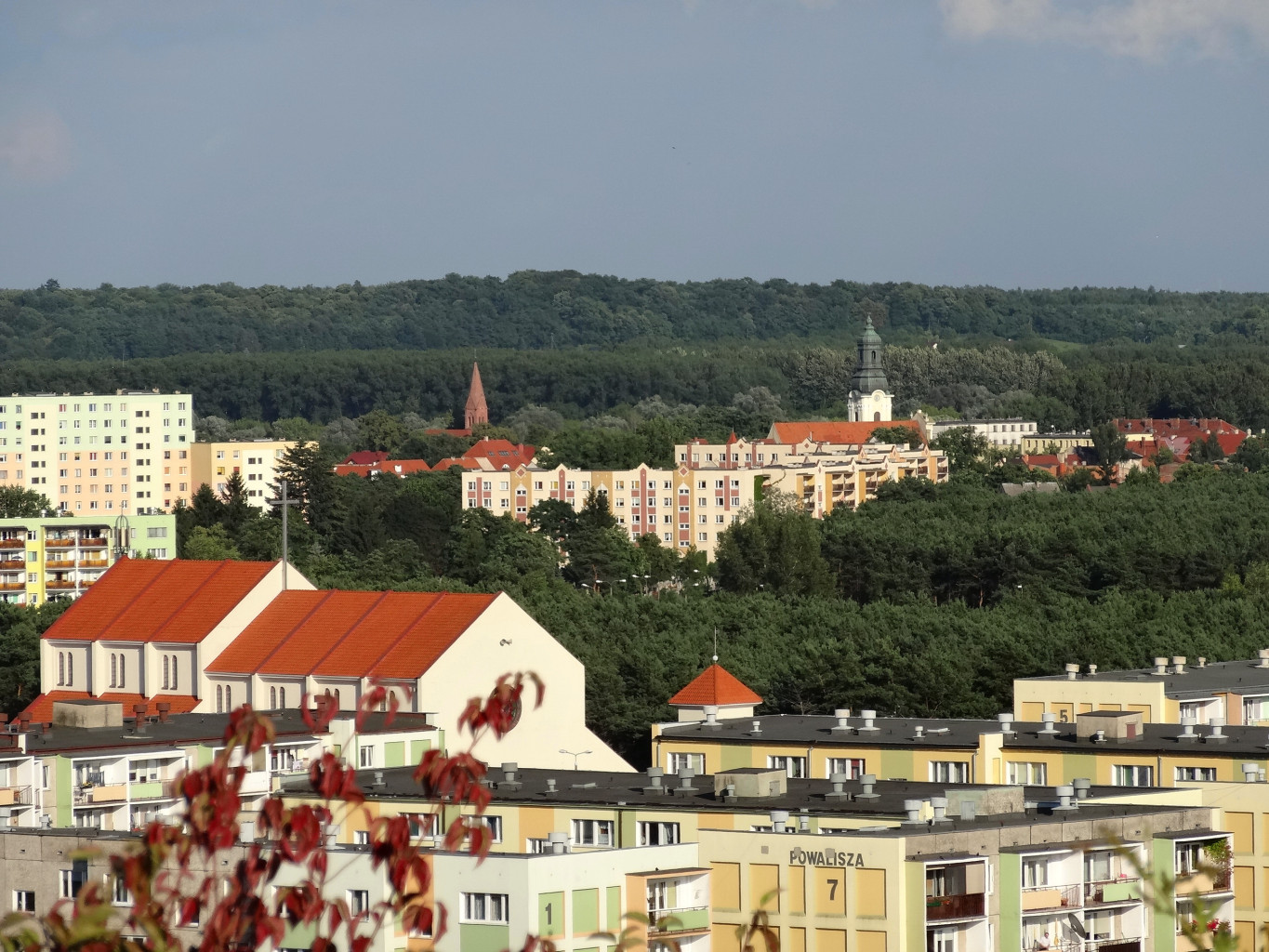
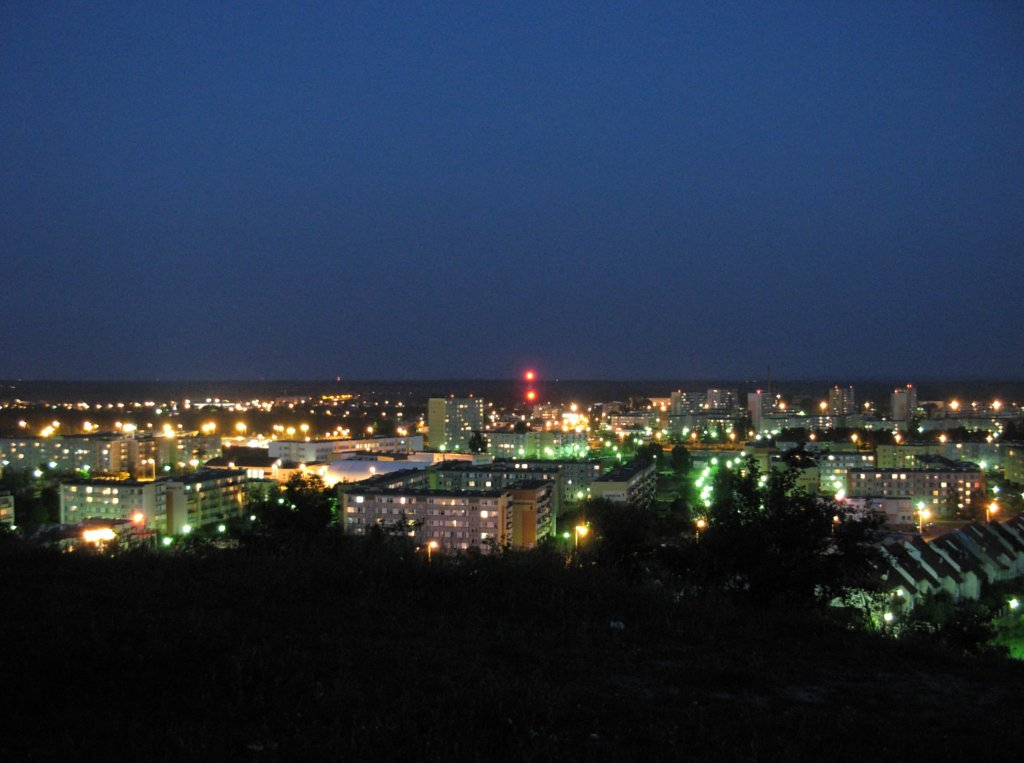

### Nazwy
- 1933–1935 Wielkopolska Szkoła Szybowcowa w Fordonie, Centrum Szybowcowe
- 1936–1939 Okręgowa Szkoła Szybowcowa w Fordonie
- 1939–1945 Szkoła Szybowcowa Narodowosocjalistycznego Korpusu Lotniczego
- 1945–1958 Fordońska Szkoła Szybowcowa
- 1958–1963 Fordońska Szkoła Szybowcowa im. Czesława Tańskiego

### Komendanci szkoły
- 1933–1935 Michał Offierski
- 1935–1939 Eugeniusz Jackowski
- 1945–1949 Eugeniusz Jackowski
- 1950–1953 por. pil. Mieczysław Kamiński
- 1953–1956 kpt. pil. Zbigniew Buczek
- 1956–1963 Franciszek Gołata

### Absolwenci
- gen. Jan Frey-Bielecki[1] – dowódca Wojsk Lotniczych i Obrony Przeciwlotniczej Obszaru Kraju (1956–1962), pierwszy po wojnie Polak na tym stanowisku.
- Wiktor Leja[1] – w 1945 dyrektor bydgoskiego oddziału Departamentu Lotnictwa Cywilnego i Kontroli Cywilnych Statków Powietrznych, później dyrektor techniczny PLL LOT
- Krystyna Ganowiczówna[1] – poznańska szybowniczka, zdobywczyni wielu rekordów w okresie międzywojennym

## Ciekawostki

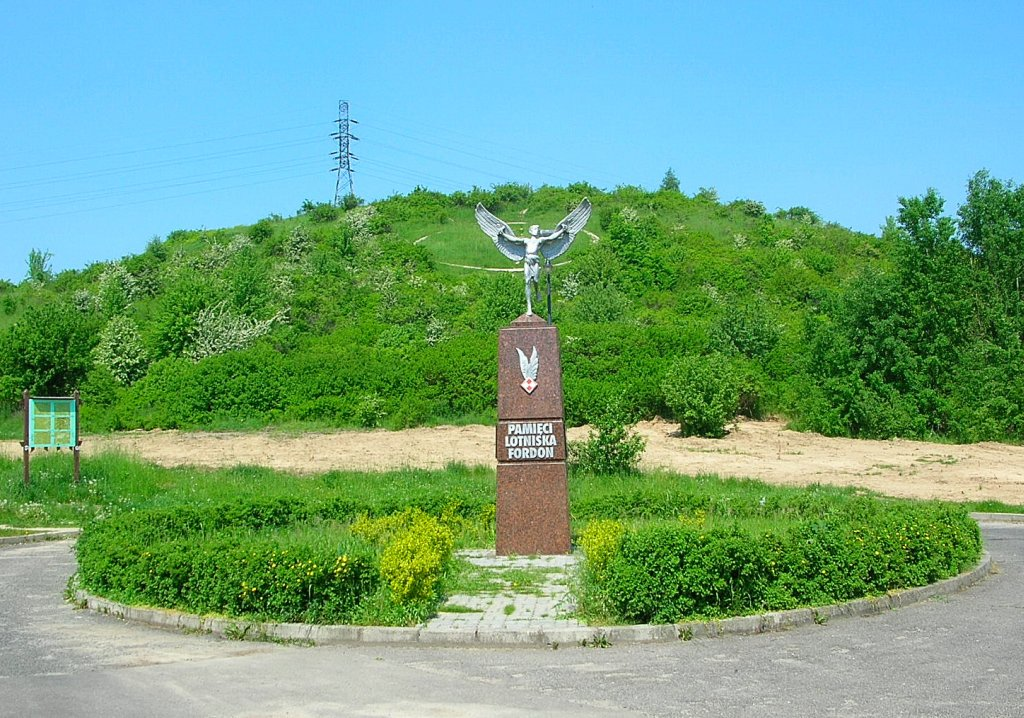
Pomnik Ikara upamiętniający Fordońską Szkołę Szybowcową ustawiony w 2002 roku z inicjatywy Bydgoskiego Klubu Seniorów Lotnictwa. W tle Góra Szybowników

- Wśród grupy pierwszych doświadczalnych szybowców w Polsce, dwa („Dziaba” i „Żabuś”) skonstruowano w 1921 roku w Szkole Pilotów w Bydgoszczy według projektów mjr inż. Stefana Malinowskiego i kpt. Franciszka Jacha[14]. Modele testowano na Czarnej Górze k. Nowego Targu podczas I Polskiego Konkursu Szybowcowego[14]. W 1925 w II Wszechpolskim Konkursie Szybowców w Oksywiu koło Gdyni brało udział 15 szybowców, w tym trzy skonstruowane w Bydgoszczy („Bydgoszczanka”, „Bimbuś” i „Żabuś II”, który otrzymał I nagrodę za najdłuższy lot – 560 m)[14].
- W latach 1974–1982 na Zboczu Fordońskim, gdzie dawniej istniała szkoła szybowcowa ćwiczyli członkowie sekcji lotniarskiej Aeroklubu Bydgoskiego[15]. Kilku bydgoskich pionierów tej dyscypliny w Polsce (Krzysztof Kosior, Władysław Kowalski, Bogdan Kantorski, Andrzej Glaziński) osiągało sukcesy ogólnopolskie w lotach na lotniach, a w latach 80. – na motolotniach[15].
- W okresie międzywojennym na południowym zboczu Góry Szybowników ułożono kamienny znak szkoły szybowcowej (trzy kamienne mewy w okręgu). W 2015 rada osiedla w Fordonie w ramach programu „budżet obywatelski” odnowiła znak i zbudowała deptak na szczyt[16].
- Dwie szkoły podstawowe, osiem ulic oraz osiedle w Fordonie nazwano w nawiązaniu do znanych postaci bydgoskiego lotnictwa, w tym szkoły szybowcowej[17]. Osiedle zbudowane w latach 80. XX w. u podnóża Czarnej Góry nazwano imieniem Szybowników, a szkołę na osiedlu w 2000 roku – im. pilota Czesława Tańskiego[17].
- 5 czerwca 2002 u podnóża Góry Szybowników odsłonięto pomnik Ikara poświęconego „Pamięci Lotniska Fordon”. Monument powstał z inicjatywy Franciszka Gołaty (ostatniego komendanta szkoły), a został zaprojektowany przez Tadeusza Nowaka z Bydgoskiego Klubu Seniorów Lotnictwa. Budowę wsparła finansowo m.in. Fundacja Stowarzyszenia Lotników Polskich w Londynie i Glasgow oraz mieszkający tam absolwenci Szkoły Podoficerów Lotnictwa dla Małoletnich (istniejącej w Bydgoszczy w latach 1930–1938).